# La mamá del 10
La mamá del 10 es una serie de televisión colombiana producida por Caracol Televisión en 2018. Está protagonizada por Karent Hinestroza y Sergio Herrera, junto a las actuaciones estelares de Laura Rodríguez, Carolina López, Diana Acevedo,  Andrés Rojas, Marcela Benjumea y Diego Vásquez. Cuenta, además, con las participaciones antagónicas de Yesenia Valencia, Antonio Jiménez y Kristina Lilley.
Esta es una idea original de Héctor Rodríguez y Alejandro Torres, bajo la dirección de Andrés Marroquín y Cecilia Vásquez.

## Sinopsis
Tina Manotas es una hermosa y humilde mujer que se ve obligada a abandonar su pueblo natal en el pacífico colombiano y mudarse a la capital. En la ciudad, su esposo Edwin la abandona y la deja sola con sus hijos, y con la obligación de sobrevivir a todas las dificultades que trae la falta de dinero. Ella sacrificará todo para hacer realidad el sueño de su hijo menor, Víctor "Goldi", que es convertirse en el mejor futbolista de su país. La situación económica es complicada, pero Víctor le hace una promesa: “Con mi fútbol yo te voy a comprar un palacio, mamita mía, te voy a llevar al cielo”.
Varios años después, su hijo logra comprarle un apartamento en el edificio “El Cielo”, donde comenzarán los problemas con los vecinos elitistas, quienes sienten envidia de la nueva y lujosa vida que tiene 'La mamá del 10'.

## Reparto
- Karent Hinestroza — Faustina Evangelina de la Concepción «Tina» Manotas Preciado [4]
- Sergio Herrera — Víctor Toro Manotas «Goldi»
- Cristian Mosquera (†) — Víctor Toro Manotas «Goldi» (niño)
- Laura Rodríguez — Policarpa «Polita» Toro
- Marcela Benjumea — Leonor Manrique
- Diego Vásquez — Coronel Agapito Dangond
- Julio Pachón — Gustavo Guatibonza
- Carolina López — Yamile Yesenia «Yuya» Urrego
- Yesenia Valencia — Lucellys Bermúdez
- Juan Pablo Barragán — Miguel Ángel Díaz
- Andrés Rojas — Fernando Rojas «Rojitas»
- Ernesto Ballén — Junior Guatibonza «Guati»
- Jaisson Jeack — Florentino Bonilla
- Antonio Jiménez — Edwin María Toro
- Diana Acevedo  — Deris Díaz Bermúdez
- Kristina Lilley — Eugenia Velasco
- Luis Eduardo Motoa — Clemente Velasco
- Alejandro García — Juan Camilo León
- María Camila Porras — Diana Velasco
- Lorena García — Verónica Velasco
- Pedro Palacio — Otoniel «La Culebra» Herrera
- Rafael Zea — Ramón
- Erick Cuéllar — Perea «Pereíta»
- Julián Farietta — José Manuel
- Brian Moreno — Walter
- Liliana Escobar — Profesora Silvana
- Luis Fernando Salas — «El Calidoso»
- Julieth Arrieta — Eloísa
- María Irene Toro — Policarpa Amaya
- Martha Restrepo — Pilar
- Víctor Hugo Morant — Vigilante
- Salvatore Cassandro — Nelson

## Ficha técnica
- Idea original / Libretos: Héctor Rodríguez y Alejandro Torres
- Jefe de producción: Toto Duque
- Primer asistente de dirección: Luisa Riveros
- Casting: Daulis Molina
- Script: Elena Valencia y Lucía Sánchez
- Asistentes de dirección: Laura Núñez y David Jordán
- Director de campo: Guillermo Mejía y Orlando Molina
- Dirección de arte: Guarnizo & Lizarralde
- Dirección de fotografía: Germán "Ratón" Plata y Dayron Pérez
- Música de presentación e incidental: JOX
- Edición: Fabián Rodríguez U.
- Directoras asistentes: Mónica Cifuentes T. y Sandra Sánchez
- Gerente de producción: Amparo Gutiérrez
- Vicepresidente de producción y contenido: Dago García
- Dirección general: Cecilia Vásquez y Andrés Marroquín
- Productor general: Daniel Bautista

## Adaptaciones
- En 2018, Televisa México realizó su propia adaptación titulada La jefa del campeón, protagonizada por África Zavala, Carlos Ferro y Enrique Arrizon, bajo la producción de Roberto Gómez Fernández.[5]

## Premios y nominaciones

### Premios TVyNovelas
| Año  | Categoría                                            | Nominado(a)                        | Resultado | Ref. |
| ---- | ---------------------------------------------------- | ---------------------------------- | --------- | ---- |
| 2018 | Telenovela o serie favorita                          | Telenovela o serie favorita        | Nominada  |      |
| 2018 | Protagonista femenina favorita de telenovela o serie | Karent Hinestroza                  | Nominada  |      |
| 2018 | Villano favorito de telenovela o serie               | Antonio Jiménez                    | Nominado  |      |
| 2018 | Actriz de reparto favorita de telenovela o serie     | Carolina López                     | Nominada  |      |
| 2018 | Tema musical favorito de telenovela o serie          | «Así es que se baila»              | Nominado  |      |
| 2018 | Director favorito de telenovela o serie              | Andrés Marroquín, Cecilia Vásquez  | Nominados |      |
| 2018 | Libretista favorito de telenovela o serie            | Héctor Rodríguez, Alejandro Torres | Nominados |      |

### Premios India Catalina
| Año  | Categoría                                      | Nominado(a)              | Resultado | Ref. |
| ---- | ---------------------------------------------- | ------------------------ | --------- | ---- |
| 2019 | Mejor telenovela o serie                       | Mejor telenovela o serie | Nominada  |      |
| 2019 | Mejor actriz antagónica de telenovela o serie  | Yesenia Valencia         | Nominada  |      |
| 2019 | Mejor actriz de reparto de telenovela o serie  | Carolina López           | Nominada  |      |
| 2019 | Mejor actor de reparto de telenovela o serie   | Juan Pablo Barragán      | Nominado  |      |
| 2019 | Mejor revelación del año de telenovela o serie | Sergio Herrera           | Nominado  |      |

### Premios Produ
| Año  | Categoría              | Nominados(as)     | Resultados |
| ---- | ---------------------- | ----------------- | ---------- |
| 2019 | Mejor telenovela       | Mejor telenovela  | Nominada   |
| 2019 | Mejor actriz principal | Karent Hinestroza | Nominada   |
| 2019 | Mejor actor revelación | Sergio Herrera    | Nominado   |